# روابط عربستان سعودی و عراق در جنگ ایران و عراق
کمک‌های نقدی و کالایی عربستان به عراق در جنگ ایران و عراق دست‌کم بالغ بر ۳۰ میلیارد دلار برآورد شده است. از دیگر کمک‌های این کشور می‌توان به در اختیار گذاشتن تعداد از بنادر و فرودگاه‌های خود برای ترابری محموله‌های نظامی مورد نیاز ارتش عراق و همچنین استقرار هواپیماهای آواکس آمریکا در خاک خود برای جاسوسی از خطوط مقدم جبهه ایران اشاره کرد. 
این کشور همچنین وام بدون‌بهره هنگفتی به ارزش ۲۰ میلیارد دلار به عراق پرداخت‌ کرد.
عربستان سعودی در ژانویه ۱۹۸۱ هزینه ساخت راکتور اتمی اوسیراک عراق را به دولت فرانسه پرداخت کرد. بعد از آنکه نیروی هوایی اسرائیل در طی عملیات اپرا نیروگاه اوسیراک را منهدم کرد، عربستان سعودی مجدداً موافقت خود را با پرداخت هزینه بازسازی این نیروگاه به فرانسه اعلام کرد. عربستان سعودی در سال ۱۹۸۳ با کسب موافقت کویت تصمیم گرفت درآمد حاصل از فروش نفت میدان نفتی خفیج را در اختیار عراق قرار دهد.